# سلیم برکات
سلیم برکات (به کردی: سه‌لیم به‌ره‌کات، به عربی: سلیم برکات، به انگلیسی: Salim Barakat) نویسنده و شاعر کرد اهل کشور سوریه است.

## زندگی
سلیم برکات در سال ۱۹۵۱ در شهر قامشلی در شمال سوریه به دنیا آمد و بیشتر مدت عمرش را هم در این شهر گذراند. او در سال ۱۹۷۰ به دمشق رفت تا در رشتهٔ ادبیات عربی به تحصیل بپردازد، اما پس از ۱ سال به بیروت رفت و تا سال ۱۹۸۲ در آنجا ماند. او در بیروت ۵ مجموعه شعر، یک کتاب خاطرات و دوجلد خودزندگی‌نامهٔ خود را منتشر ساخت. او سپس به قبرس رفت و به عنوان سرویراستار نشریهٔ معتبر فلسطینی الکرمل به فعالیت پرداخت که محمود درویش ویراستار آن بود. سلیم برکات در سال ۱۹۹۹ به سوئد رفت و تاکنون در آنجا اقامت داشته‌است.
آثار سلیم برکات فرهنگ کردی او را جستجو می‌کنند و مصائب و تاریخ آن‌ها و نیز فرهنگ دیگر مردم مانند عرب‌ها، آشوری‌ها، ارمنی‌ها، چرکس‌ها و ایزدی‌ها را ضبط می‌کنند. نخستین اثر عمدهٔ منثور او با عنوان ملخ آهنی خودزندگی‌نامهٔ دوران کودکی او در قامشلی را روایت می‌کند. این کتاب شرایط دردناک و خشونت‌بار دوران نوجوانی او را می‌کاود و سرشار از احساسات نوستالژیک او برای سرزمین و فرهنگ کردها است. نخستین بخش زیرنویس طولانی کتاب به‌صورت «خاطرات ناتمام کودکی که هرگز چیزی به جز سرزمین تبعیدیان مشاهده نکرد» ترجمه شده‌است.
برکات یکی از خلاق‌ترین شاعران و رمان‌نویسان در زبان عربی به‌شمار می‌آید. استفان جی. میر آثار سلیم برکات را نزدیک‌ترین آثار در ادبیات عربی به رئالیسم جادویی آمریکای لاتین دانسته‌است و برکات را احتمالاً صاحب سبک‌ترین نویسنده در ادبیات عربی امروز دانسته‌است. به سبب این سبک پیچیده و به‌کارگیری تکنیک‌هایی که از ادبیات عربی اخذ شده‌اند، او را به عنوان یک نئوکلاسیسیست نیز توصیف کرده‌اند.
رمان «سبایا سنجار» به قلم د.کاوه خضری، با عنوان «بردگان شنگال» به فارسی ترجمه شده‌است. این رمان یکی از برجسته‌ترین متون روایی سلیم برکات است که توانست دِیْن روایت به بازنمایی فاجعهٔ کردهای ایزدی و خصوصاً زنان و دختران ایزدی را تا حدودی ادا کند.
یکی دیگر از رمانهای سیلم برکات با عنوان "ماذا عن السیدة الیهودیة راحیل؟"  توسط د.کاوه خضری به زبان فارسی ترجمه شده است. این رمان قرار است توسط نشر مادیار چاپ و منتشر شود. رمان روایتی از فضای امنیتی و پیامدهای جنگ شش روزه ی اعراب و اسرائیل در شهر قامشلی است. داستان دلداگی یک پسر کرد به یک دختر یهودی است و در خلال آن موضوعات متنوعی از جمله نوستالژیهای این شهر چند فرهنگی در آن دروان کند و کاو میشود. علاوه بر به تصویر کشیدن سنتها و فضای زیبای قامشلی در دروان قبل از جنگ مانند شلوغی سینماها و هیاهوی بازار بزرگ شهر: ترس و وحشت، مهاجرت یهودیان از قامشلی، سرکوب کردها، فضای امنیتی، فاشیزم بعثیها و سیستم آموزشی فلج کننده ی رژیم سوریه در آن دوران همگی از موضوعات متنوع این رمان هستند.